# Pirata praedo
Pirata praedo är en spindelart som beskrevs av Kulczynski 1885. Pirata praedo ingår i släktet Pirata och familjen vargspindlar. Inga underarter finns listade i Catalogue of Life.